# کلیسای سنت آنتونی پادوا (استانبول)

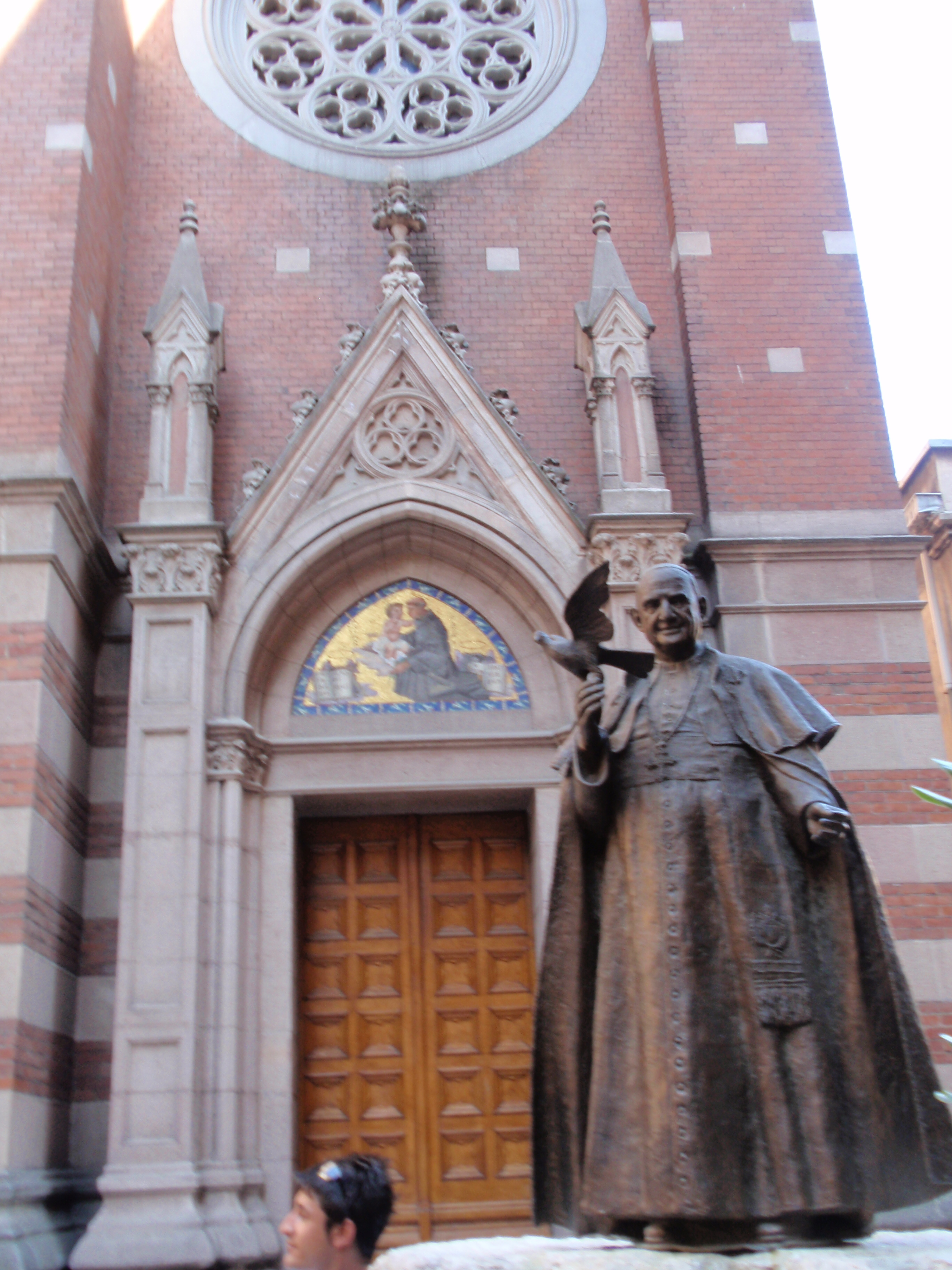
پاپ جان بیست و سوم

کلیسای سنت آنتونی پادوا استانبول ترکیه (به انگلیسی: Church of St. Anthony of Padua, Istanbul) و (به ترکی استانبولی: St. Antuan Katolik Kilisesi) کلیسای در محله بی‌اغلو استانبول ترکیه می‌باشد.
مذهب این کلیسا کاتولیک رومی می‌باشد، این کلیسا در ۱۹۱۲ برای مسیحیان ایتالیایی ساخته شده بود.

## نگارخانه

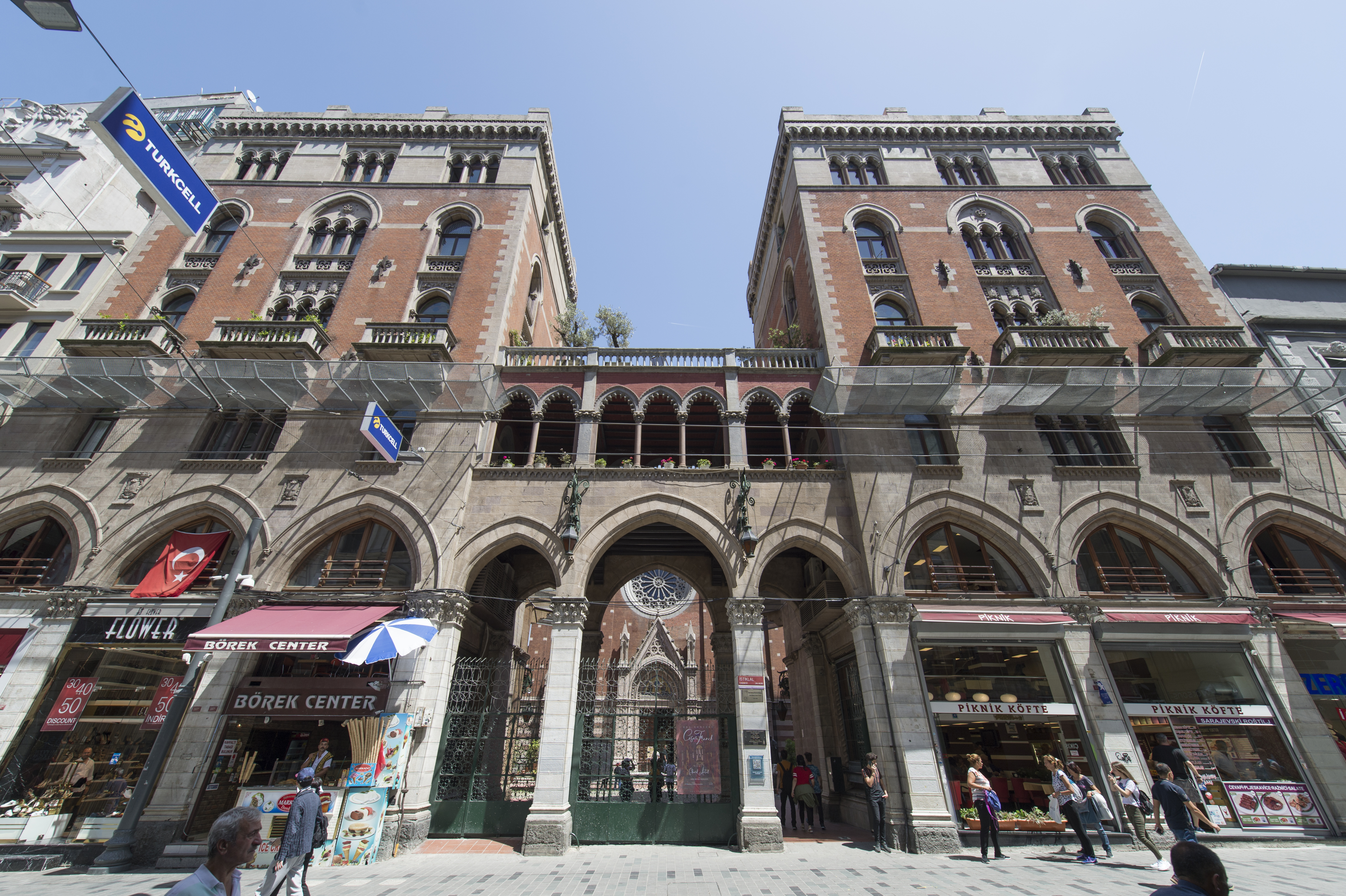
کلیسای سنت آنتونی پادوآ
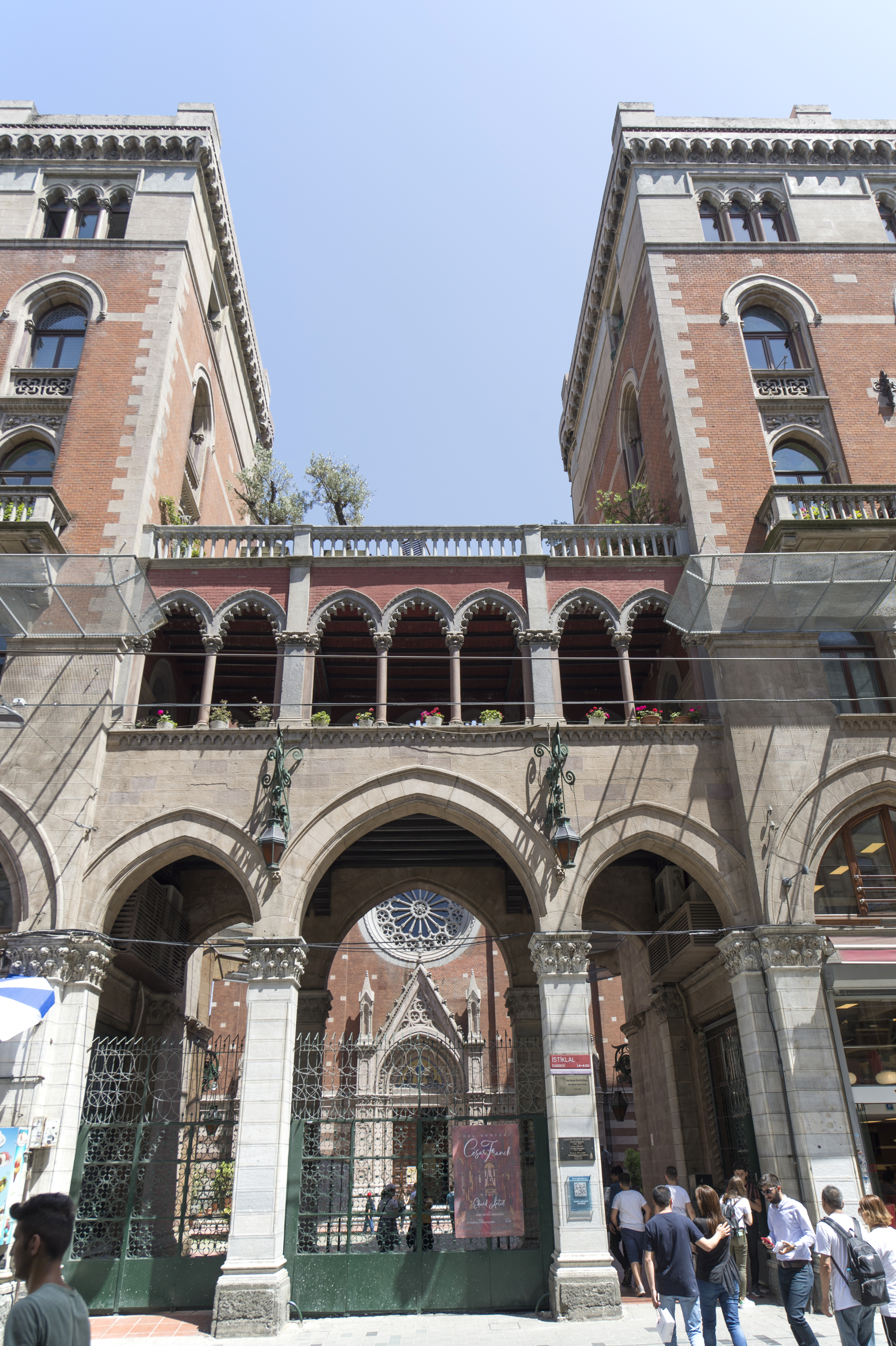
نمای کلیسای سنت آنتونی پادوآ جلوی مجموعه
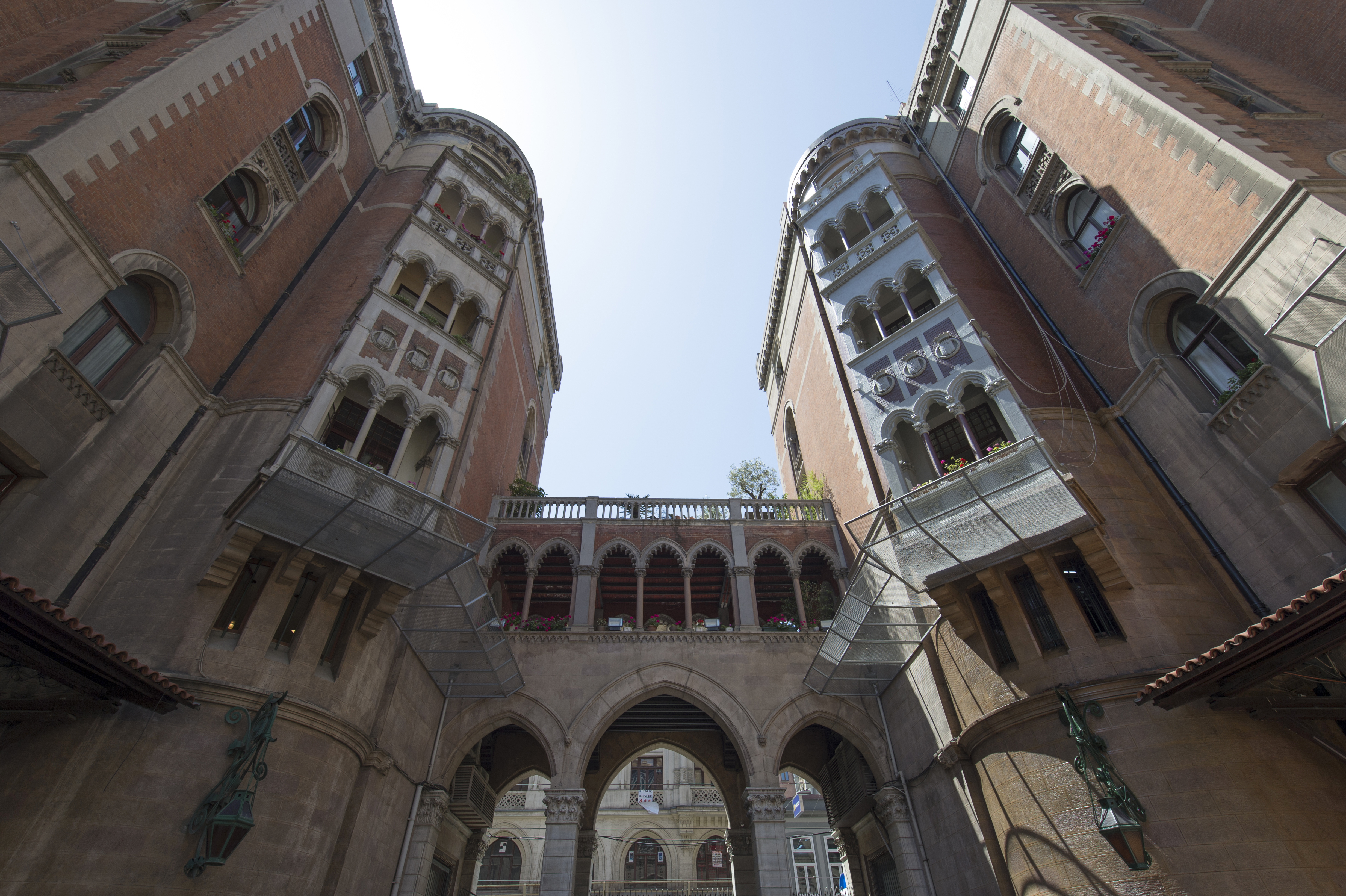
نمای کلیسای سنت آنتونی پادوآ پشت مجموعه
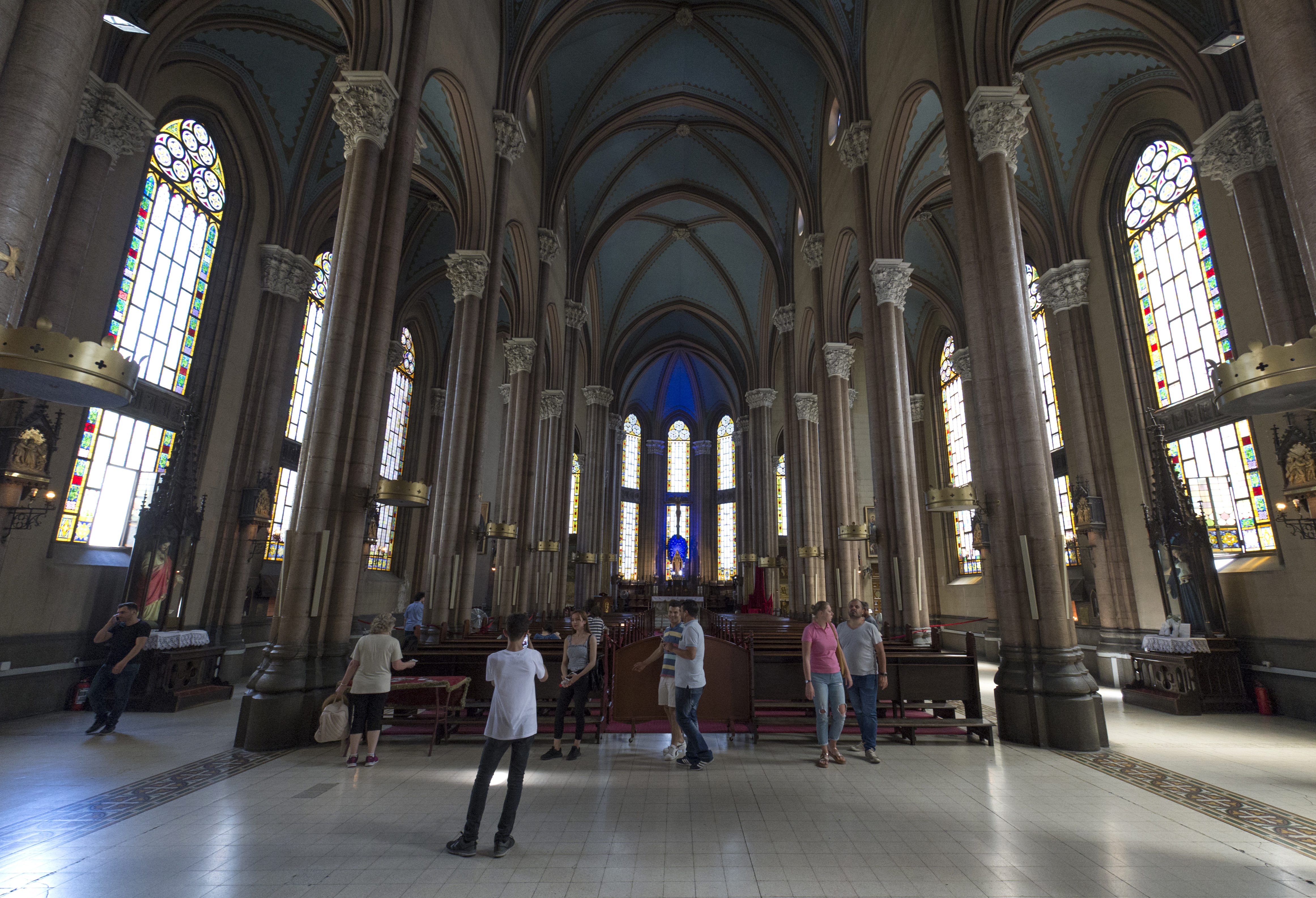
نمای داخل کلیسای سنت آنتونی پادوآ
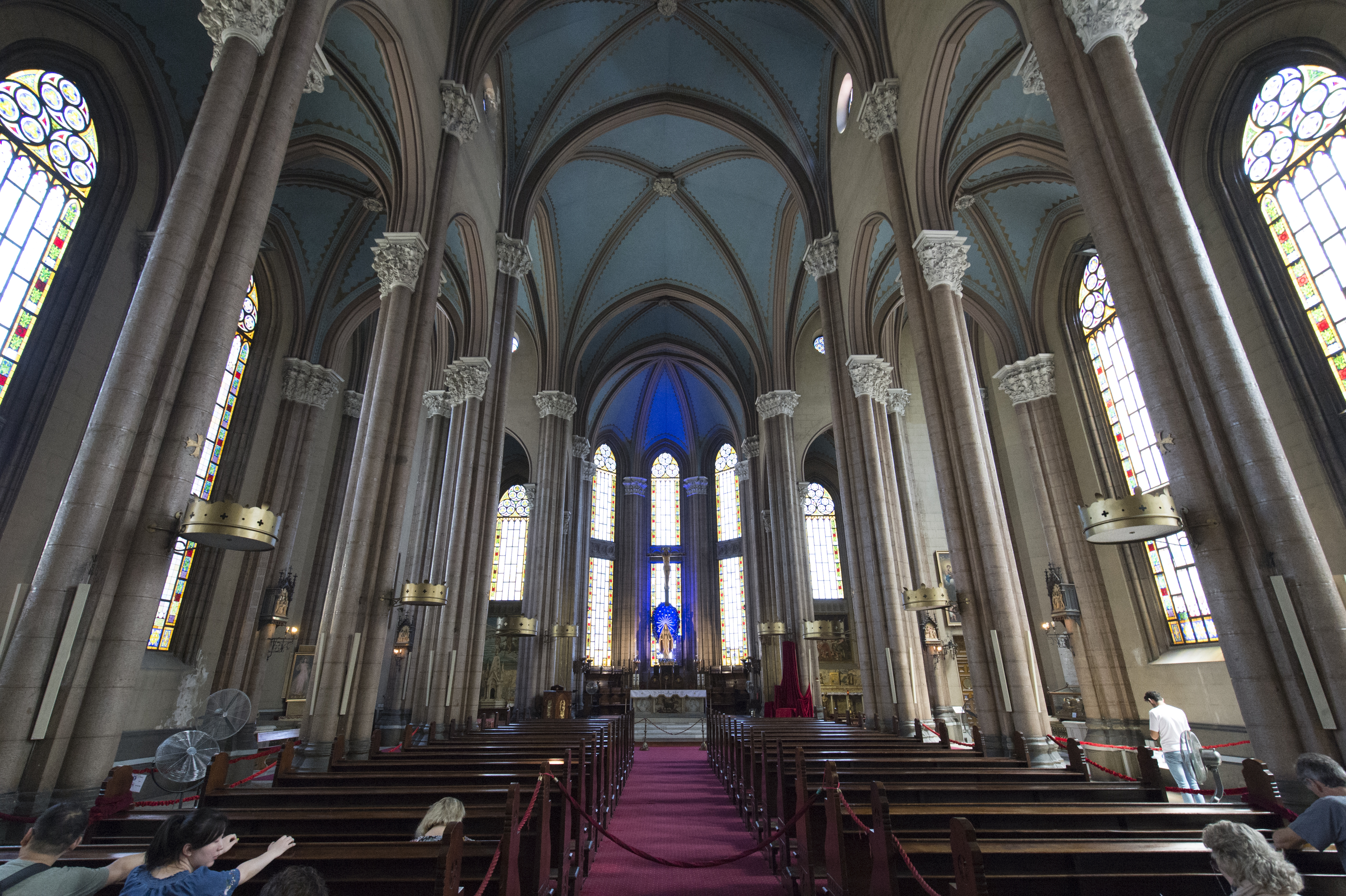
نمای داخل کلیسای سنت آنتونی پادوآ
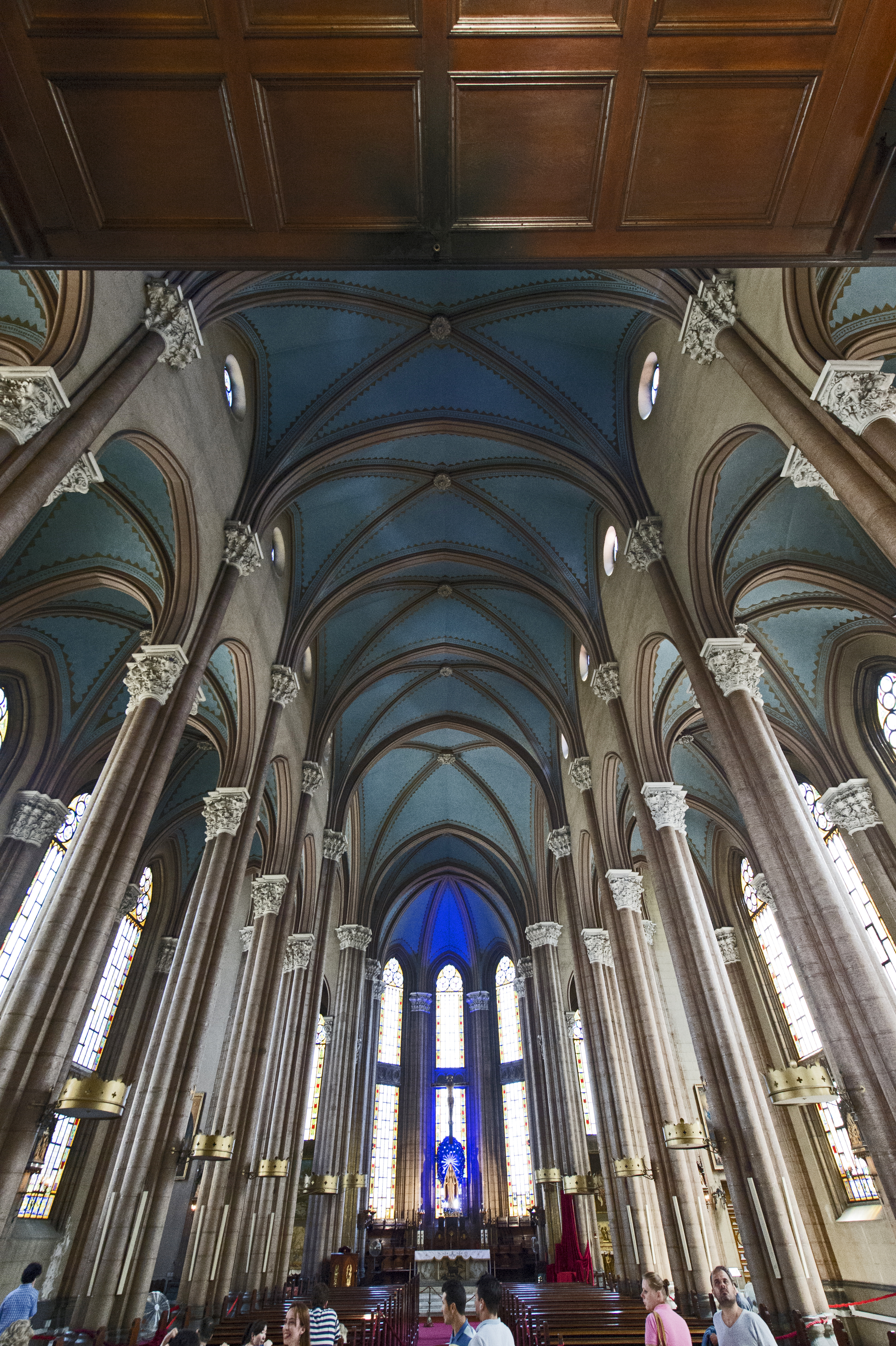
نمای داخل کلیسای سنت آنتونی پادوآ
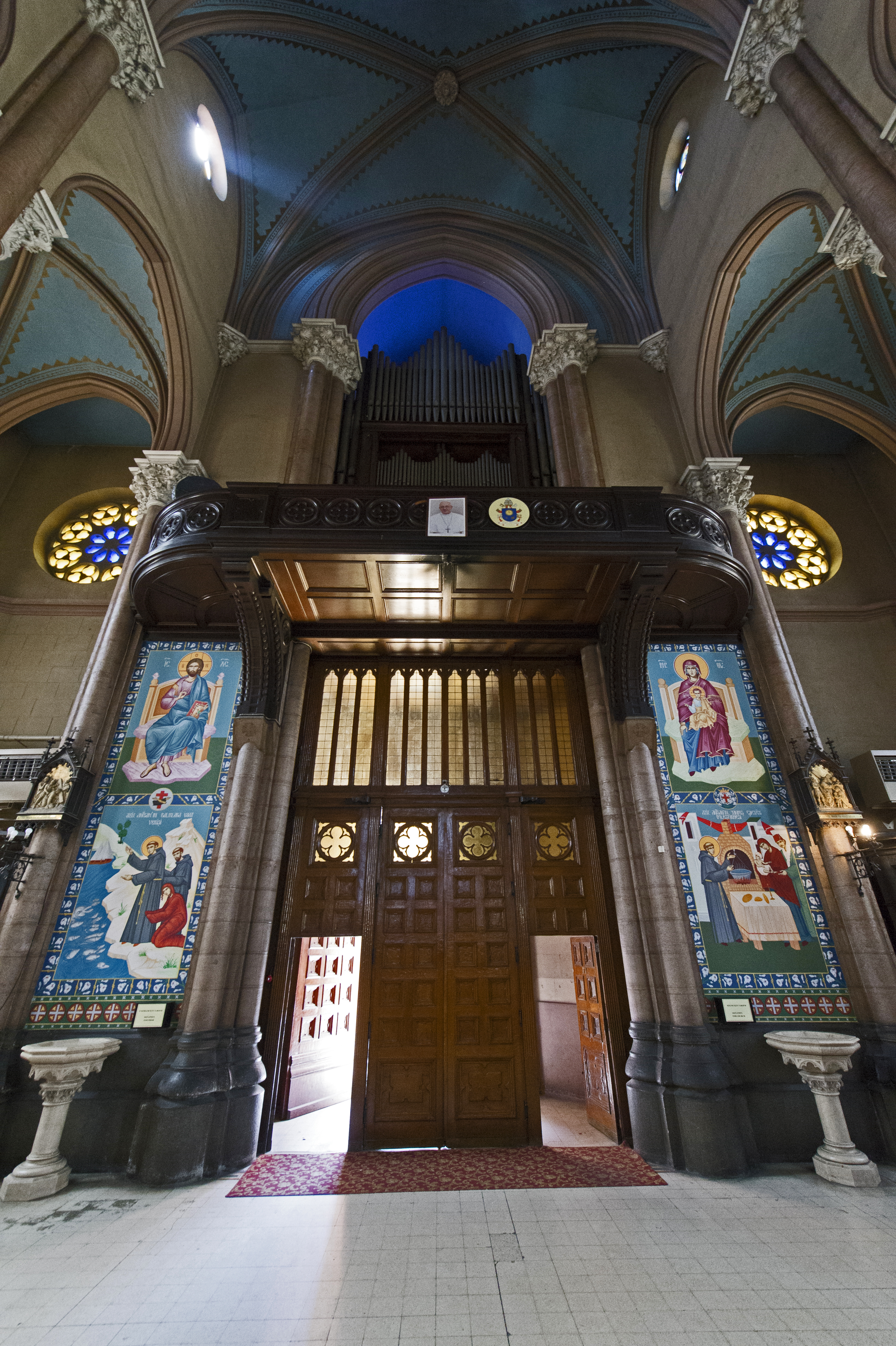
نمای ورودی کلیسای سنت آنتونی پادوآ از داخل